# Альбини, Аугусто
Граф Аугусто Альбини (итал. Conte Augusto Albini; 30 июля 1830 года, Генуя, Сардинское королевство — 3 июня 1909 года, Рим, Королевство Италия) — итальянский государственный деятель, военачальник.

## Биография
Родился в семье военно-морского офицера Сардинского королевства Джузеппе Альбини и Рафаэлы д’Орнано, родственницы наполеоновского генерала д’Орнано.
5 августа 1842 года — окончил Морскую школу в Генуе.
В 1848—1849 гг. вместе с отцом и старшим братом Джованни Баттиста участвовал в Австро-итальянской войне, за что семья была 3 апреля 1850 года награждена графским титулом.
В 1855—1856 гг. вместе с отцом и братом участвовал в Крымской экспедиции.
С 25 августа по 26 октября 1861 года — начальник главного штаба Сицилийского морской дивизии. В это время начал заниматься изобретательством в области вооружений.
В 1866 году совместно с английским оружейником Фрэнсисом Брэндлином разработал способ переделки дульнозарядных винтовок в казнозарядные, принятый на вооружение в Бельгии и в России (с минимальными изменениями как винтовка Баранова). В 1869 году запатентовал один из первых револьверов с откидывающимся барабаном, из которого автоматически извлекались стреляные гильзы.
С 1 октября 1870 года по 16 июля 1872 года — военно-морской атташе при Посольстве Италии в Лондоне.
С 4 октября 1873 года по 1886 год — генеральный директор артиллерии и торпед.
С 1880 года — депутат Палаты депутатов Италии XIV созыва. Входил в группу правого центра. Полномочия прекращены в 1881 году.
С 25 декабря 1881 года — контр-адмирал
С 16 мая 1886 года — в отставке.
С 1886 года — президент общества Ansaldo—Armstrong и депутат Палаты депутатов XVI созыва.
20 ноября 1891 года назначен сенатором, утверждён в этой должности 28 ноября 1891 года, принял присягу 2 декабря 1891 года.

## Награды
- Кавалер Савойского военного ордена (30 января 1861 года)[1]
- Орден Святых Маврикия и Лазаря:
  - Великий офицер (16 мая 1886 года)
  - Командор (30 мая 1878 года)
  - Офицер (19 января 1870 года)
  - Кавалер (13 декабря 1863 года)
- Орден Короны Италии:
  - Великий офицер(5 сентября 1876 года)
  - Командор (7 июня 1875 года)
  - Офицер (28 января 1873 года)
  - Кавалер (7 мая 1868 года)
- Серебряная медаль «За воинскую доблесть»
- Медаль «В память о войнах за независимость»
- Медаль «В память объединения Италии»
- Кавалер ордена Почётного легиона (Франция, 27 августа 1860 года)
- Медаль «За Крымскую кампанию» (Великобритания)